# بينغت هالبيرج
بينغت هالبيرج (بالسويدية: Bengt Hallberg)‏ هو عازف جاز وملحن وعازف بيانو سويدي، ولد في 13 سبتمبر 1932 في غوتنبرغ في السويد، وتوفي في 2 يوليو 2013 في أوبسالا في السويد.

## وصلات خارجية
- بينغت هالبيرج على موقع IMDb (الإنجليزية)
- بينغت هالبيرج على موقع ميوزك برينز (الإنجليزية)
- بينغت هالبيرج على موقع قاعدة بيانات الأفلام السويدية (السويدية)
- بينغت هالبيرج على موقع أول ميوزيك (الإنجليزية)
- بينغت هالبيرج على موقع ديسكوغز (الإنجليزية)
- بينغت هالبيرج على موقع قاعدة بيانات الفيلم (الإنجليزية)